# André Tollet
Pour les articles homonymes, voir Tollet (homonymie).
André Tollet, né à Paris 14e le 1er juillet 1913 et mort le 24 décembre 2001 à Paris 15e, est un syndicaliste et résistant français. 
Il est en 1944 président du Comité parisien de la Libération (CPL). Signataire des accords du Perreux en 1943, il est membre du Bureau confédéral de la CGT de 1945 à 1951. Nommé par le Front national, (organisation large de la Résistance, créée par le Parti communiste français) au titre de ses fonctions au CPL , il siégea à l'Assemblée consultative provisoire en 1944-1945.

## Biographie

### Un titi parisien
Fils de petits commerçants en vin, petit-fils d'une marchande de fleurs, André Tollet est issu d'une famille commerçante typiquement parisienne. Très jeune au travail, il s'oriente après son certificat d'études vers la tapisserie-ébénisterie. Il fait l'apprentissage de son métier dans le faubourg Saint-Antoine, en même temps que son apprentissage syndical. Il adhère à la CGTU à l'âge de quinze ans, puis aux Jeunesses communistes, où il est tout de suite promu responsable des jeunes apprentis. Réformé de l'Armée, peu de temps après son incorporation, il devient secrétaire des Jeunesses communistes de Paris. Remarqué pour sa combativité, en particulier lors des événements du 6 février 1934, il est envoyé en stage à Moscou, où il travaille une année dans les services de l'Internationale communiste. Revenu en France à la fin de 1935, il reprend son métier de tapissier. Mais les grèves de 1936, ainsi que son activité syndicale, lui font abandonner la tapisserie pour les permanences syndicales. Il organise les grèves et devient l'un des secrétaires de l'Union régionale des syndicats parisiens.

### Guerre, prison, résistance
André Tollet, mobilisé sans participer aux combats, revient à Paris durant l'été 1940. Ayant repris une activité de militantisme communiste et syndical, il est arrêté en octobre 1940, comme nombre d'élus et de militants du Parti communiste.

Un historien du communisme, Stéphane Courtois, a relaté, dans sa thèse, les raisons pour lesquelles André Tollet est arrêté en octobre 1940 : 
« …toute cette activité, qui se manifeste presque au grand jour, inquiète de plus en plus les autorités françaises et allemandes qui préparent une riposte. Elle intervient dans la région parisienne à partir de la fin septembre 1940 : plus de 300 arrestations sont opérées, dont celle de 63 responsables syndicaux. Tollet et Eugène Hénaff, les deux principaux responsables, tombent à leur tour les 16 et 18 octobre 1940. L’appareil syndical est provisoirement décapité. La répression d’octobre 1940 a liquidé les dernières illusions du PCF sur les possibilités d’action légale. »

André Tollet confirme, dans ses écrits, des risques pris en toute légalité : 
« On a tout simplement commencé par se promener, Eugène Hénaff et moi, dans les rues populaires où on était connu. Quand c’était pas lui, c’était moi, mais il y avait toujours un des deux qui était accroché par quelqu’un. En passant, il y avait un gars qui nous disait : « Ah ! salut Toto ! » Si on ne le reconnaissait pas, bien sûr, on le faisait causer un tout petit peu, pour voir, mais en général, hop ! on l’épinglait …. C’est comme ça que l’on regroupait les copains. On se promenait dans le 13e, le 20e, le 19e jusqu’au jour où ça devenait trop scabreux parce que les flics se réorganisaient aussi. »

Les raisons de l’arrestation d’André Tollet semblent étroitement liées aux risques pris à continuer la propagande communiste en toute légalité en présence de l’occupant, aux dires de Roland Gaucher : 
« l’arrestation de Tollet, qui s’effectue sur les Champs-Élysées, est une retombée de l’opération menée contre Herbert et Vetter, deux délégués du Komintern arrivés en octobre 1940 en région parisienne. Tous deux ont été arrêtés et livrés aux autorités allemandes. »

Quant à André Tollet, il est persuadé que : 
« C’était une trahison d’un nommé Clément, qui a été directeur du Cri du Peuple et qui finit abattu par la Résistance le 2 juin 1942. »

Tollet et Hénaff arrêtés, l’appareil syndical est provisoirement décapité. Stéphane Courtois écrit : 
« Pour le Parti, c’est un coup de semonce. Il s’aperçoit, un peu tard, que les règles de sécurité ne sont pas suffisamment respectées, d’où des consignes plus strictes et un abandon des méthodes semi-légales adoptées par certains dans le prolongement des illusions sur la légalité de juillet-juillet 1940. »
Condamné à quinze mois de prison, André Tollet purge sa peine. Libéré, il est aussitôt interné au camp de Rouillet puis transféré au camp de Royallieu, à Compiègne, d’où il s’évade par un souterrain en juin 1942. Le 22 juin, il participe à l’évasion collective de 19 militants communistes internés. Puis, fin juillet, il est envoyé comme responsable du PCF pour la Seine inférieure, où il remplace Marcel Dufriche, repéré par la police, et sera donc clandestin à Rouen pendant plusieurs mois. À Noël, convoqué à Paris par le responsable aux cadres du PCF, Jean Chaumeil, il est chargé de la direction de l’activité syndicale des communistes pour le département de la Seine, sous l’autorité du responsable interrégional parisien du PCF, Robert Ballanger. C’est dans ce cadre qu’il mène deux types d’activités. D’une part, il est chargé de reprendre contact avec les syndicalistes de la CGT de Jouhaux, alors que ces contacts ont été interrompus en novembre 1942 par les arrestations de Jouhaux et de Semat, représentant la tendance communiste. Ces négociations ont abouti le 17 avril 1943 à une rencontre « au sommet » entre Tollet et Bothereau et à la conclusion d’un accord de réunification de la CGT clandestine sur la base des rapports de force internes de 1939. Tollet rendait compte régulièrement à Benoît Frachon. Parallèlement, Tollet organise des groupes de sabotage et destruction recrutés par le biais syndical et chargés de saboter de manière discrète mais efficace la machine de guerre allemande (incendies de wagons, etc.). Il organise ces actions avec Joseph Epstein, militant communiste d’origine polonaise, et qui devint à l’été 1943 le chef des FTP français et immigrés de la région parisienne.

### Président du Comité parisien de la Libération

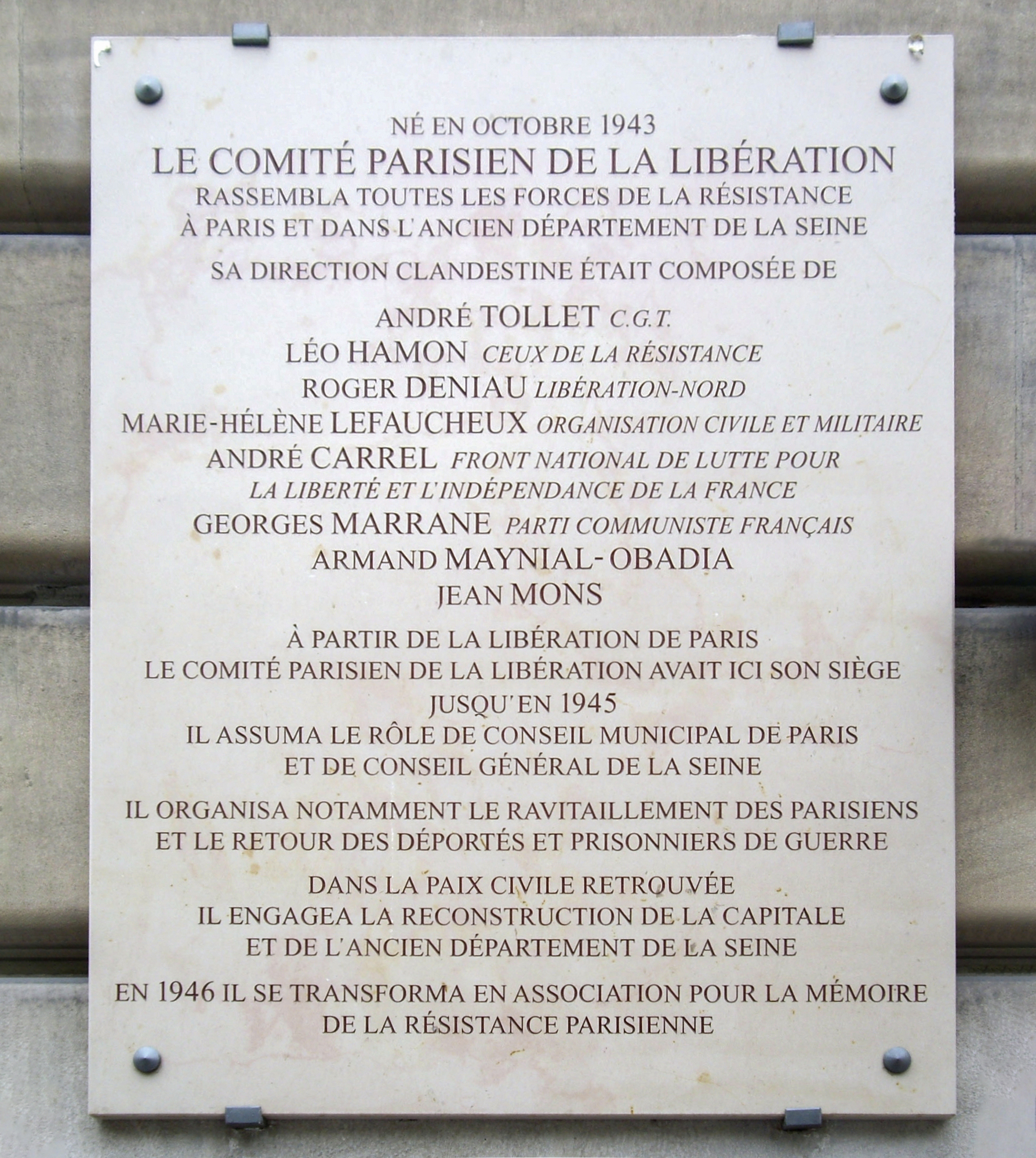
Plaque en mémoire du Comité parisien de la Libération au no 3 de le rue du Château-d'Eau à Paris.

Il est amené à participer à deux missions d'importance. Dans le domaine syndical, il prend part aux rencontres avec d'anciens syndicalistes « confédérés » de la CGT, qui aboutissent en mai 1943 à la signature des accords du Perreux, lesquels reconstituent la CGT et organisent les conditions de sa réunification. Au niveau plus global de la résistance parisienne, dans le droit fil de l'unification, au sein du Conseil national de la Résistance (CNR) réunissant toutes les forces en lutte contre l'occupant allemand, André Tollet est porté à la présidence du Comité parisien de la Libération (CPL). À ce poste clé, il joue un rôle majeur dans l'insurrection parisienne de l'été 1944. Avec André Carrel, il organise les cinq manifestations parisiennes du 14 juillet 1944 protégées par les FTP. Des cheminots sont arrêtés lors d’un autre rassemblement à Choisy-le-Roi. En réponse, une grève est déclenchée le 10 août. Les syndicats décident d’une grève générale huit jours plus tard. Le CPL prend, le 19 août, la décision de déclencher l’insurrection. La coordination est efficace. Le 23, les FFI ouvrent la voie aux troupes du général Leclerc, lequel reçoit le 25, avec le colonel Rol-Tanguy, la reddition de von Choltitz.
Il est parmi ceux qui accueillent le général de Gaulle à l'hôtel de ville de Paris. Durant la période entre le mois d'août 1944 et les élections d'avril 1945, qui installent de nouvelles municipalités, André Tollet, en tant que président du CPL, assure l'équivalent du travail d'un maire de la capitale. Ce rôle majeur n'est toutefois pas reconnu quand vient la constitution des listes aux élections de 1945. Il est écarté pour laisser la place à un militant plus âgé et plus expérimenté, Georges Marrane, au poste de président du Conseil général de la Seine, et écarté des négociations préparatoires pour la présidence du Conseil municipal de Paris.

### Dirigeant de la CGT
Sans l'avoir voulu, André Tollet se réoriente vers l'activité syndicale, son domaine de prédilection. En mars 1945, un CCN de la CGT se tient pour désigner une nouvelle direction. Il instaure en même temps la parité entre les anciens « confédérés », emmenés par Léon Jouhaux et les « ex-unitaires », communistes, sous la houlette de Benoît Frachon, y compris au poste de secrétaire général de la CGT, dont les deux leaders syndicaux se partagent le titre. Tollet entre au Bureau confédéral de la CGT. Il y demeure jusqu'en 1951. Durant son mandat, ont lieu les grèves très dures de la fin de l'année 1947.

### À l'Union départementale de la Seine
De nouveau mis à l'écart, assez brusquement, en 1951, de ses responsabilités confédérales, il concentre à partir de cette date son activité militante à l'Union Départementale CGT des syndicats de la Seine. L'« U.D. de la Seine » est un « gros morceau » : Paris est alors encore une ville fortement ouvrière, où tous les secteurs d'activités sont présents, avec de grands établissements industriels, d'innombrables petites entreprises et de très grosses concentrations du tertiaire, essentiellement dans la fonction publique, mais aussi dans les banques et les assurances. Paris est aussi le territoire privilégié des manifestations. Et l'Union départementale couvre l'ensemble du département de la Seine, lui aussi territoire où les industries dominent et où les traditions syndicales de lutte perdurent depuis l'embellie de 1936. Parisien de naissance, André Tollet est dans son élément et ses responsabilités en font un acteur majeur du paysage social. La réforme administrative de la région parisienne scinde en quatre nouveaux départements le gigantesque département de la Seine. En 1966, l'organisation de la CGT suit ces transformations. André Tollet quitte à ce moment ses fonctions.

### Fédération syndicale mondiale: Prague
Il part travailler au siège de la Fédération syndicale mondiale (FSM), situé à Prague en Tchécoslovaquie. Il assiste au déroulement du Printemps de Prague et à l'intervention des troupes soviétiques en août 1968, qu'il réprouve. Dans cette situation, alors que les syndicats adhérents à la FSM sont divisés mais soumis à de fortes pressions politiques, il rentre en France en 1970.
Il consacre alors son activité à préserver et à entretenir la mémoire de la Résistance en participant à la création du Musée de la Résistance nationale à Champigny-sur-Marne en banlieue parisienne.

### Communiste
André Tollet livre ses souvenirs peu avant sa mort dans un ouvrage « autobiographique ». Aidé par un journaliste de L'Humanité il revisite le fil de sa vie et de ses activités militantes, mais il meurt avant la publication du livre. Sous-titrés Mémoires d'un syndicaliste révolutionnaire, ces souvenirs sont essentiellement consacrés à son parcours syndical et résistant. Cela tient sans doute de la visée éditoriale. Pourtant en maints moments du récit, inscription à l'école léniniste de Moscou, où il remarque qu'il « a eu des histoires » en raison de la nationalité polonaise de sa femme, pacte germano-soviétique, affectation au Bureau confédéral de la CGT, son appartenance au Parti communiste interfère fortement sur son militantisme. Ce n'est que dans les ultimes pages qu'il évoque brièvement les problèmes de son Parti où ses responsabilités officielles ne l'ont pas conduit au-delà de la fédération parisienne. Il ne renie rien, ni son approbation (nuancée) à l'accession de Georges Marchais à la direction du PCF, ni le soutien qu'il lui apporte quand celui-ci est visé par des attaques sur ses séjours STO en Allemagne, ni son approbation à l'abandon du terme « dictature du prolétariat », ni sa condamnation d'Henri Fiszbin lors de l'exclusion de celui-ci en 1980.

## Décoration
- Médaille de la Résistance française avec rosette (décret du 24 avril 1946)[7]

## Hommages
En 2004, la partie orientale de la place de la République à Paris est renommée en son hommage square André-Tollet.
Le 1er juillet 2013,, toujours sur la place de la République, est inaugurée l'esplanade André-Tollet, située sur la partie centrale de la place, en remplacement de l'ancien square André-Tollet, supprimé lors du réaménagement de la place.

## Ouvrages
- André Tollet, La classe ouvrière dans la Résistance, Paris, Les Éditions sociales, 1969. 314 p.
- André Tollet, Le Souterrain, éditions sociales, Paris, éditions sociales, 1974. 166 p.
- André Tollet & Jean-Claude Poitou, Les " V.O." de la nuit. La Vie ouvrière clandestine 1940-1944, éditions de la Vie Ouvrière, Paris, 1984. 240 p. (préface de Louis Viannet)
- André Tollet, Ma traversée du siècle, mémoires d'un syndicaliste révolutionnaire, éditions de la Vie Ouvrière, Montreuil, 2002. 120 p.  (ISBN 2-913462-18-9)